# IBoy
iBoy es una película británica de 2017 dirigida por Adam Randall. Protagonizada por Bill Milner, Maisie Williams, Jordan Bolger y Miranda Richardson. Distribuida por Netflix. Basada en la novela del 2010 de Kevin Brooks, por el mismo nombre. La película se estrenó en 27 de enero de 2017.

## Sinopsis
Tom (Bill Milner) es un adolescente de 16 años como tantos otros, viviendo con su abuela en un barrio conflictivo de Londres.  Un día es testigo accidental de cómo una banda de matones asaltan el apartamento de una amiga de la cual está fuertemente enamorado y abusan de ella. Al percatarse de su presencia uno de ellos apunta a Tom con una pistola, este echa a correr mientras trata de llamar a la policía pero es alcanzado por un disparo que impacta en el teléfono salvándole la vida pero dejando pequeños fragmentos atrapados en su cerebro. Luego despierta de un coma en el hospital y poco a poco descubre que tiene superpoderes, siendo capaz de interactuar con todos los dispositivos electrónicos por los pequeños fragmentos en el cerebro de su teléfono inteligente. Es entonces cuando decide vengarse y hacer justicia contra la banda que lo atacó a él y a su mejor amiga, Lucy (Maisie Williams), en un intento de reconvertir el barrio y acabar con la violencia reinante.

## Reparto
- Bill Milner - Tom Harvey
- Maisie Williams - Lucy Walker
- Jordan Bolger - Danny
- Miranda Richardson - Nancy Harvey